# Oberschleißheim
Oberschleißheim è un comune tedesco di 11 387 abitanti, situato nel land della Baviera. Il centro è noto per lo storico castello di Schleißheim.
Nel medesimo territorio comunale, a sud dei limiti meridionali del parco del castello, si estende l'area aeroportuale il cui campo di aviazione è il più antico tra quelli tuttora in funzione in Germania. In un padiglione aeroportuale è ospitato il Museo del Volo, che costituisce un ramo distaccato del Deutsches Museum di Monaco di Baviera, dove sono custoditi numerosi velivoli risalenti ai vari periodi storici.
Nella medesima aerea aeroportuale è ubicata la stazione meteorologica di München Oberschleißheim, presso la quale vengono effettuati anche i radiosondaggi per il servizio meteorologico nazionale tedesco DWD.